# 欧雷·尼达尔
欧雷·尼达尔喇嘛（英語：Lama Ole Nydahl，1941年3月19日—）是金刚乘佛教的一位上师（喇嘛）。他以合乎西方人生活方式及文化的形式来传授传统的西藏噶玛噶举传承。噶举派属于藏传佛教四大宗派之一，噶玛噶举是噶举派的一个分支。欧雷·尼达尔喇嘛自20世纪七十年代初起，一直在全世界范围内举办佛法讲座、禅修培训班、建立佛教禅修中心。

## 学校教育及相遇佛教
欧雷·尼达尔成长于丹麦，1960至1969年于哥本哈根学习英语、德语及哲学，其中几学期就读于蒂宾根和慕尼黑。哲学他获得了最优异的成绩。他的博士论文题目是“赫胥黎·阿尔道斯和幸运的幻想”。
欧雷·尼达尔于1961年认识了他未来的妻子汉娜。1968年的新婚之旅将这对夫妇第一次带到了尼泊尔。在那里他们遇见了竹巴的洛本伽楚仁波切，随后的喜马拉雅之旅遇见了第十六世噶玛巴让瓊瑞佩多杰，他们今后的主要上师。

## 学法
欧雷·尼达尔与他的妻子汉娜于1968年在尼泊尔的加德满都第一次遇到了佛法。在这里他们认识了洛本伽楚仁波切 - 喜马拉雅领域最重要的佛教上师之一。第二年他们认识了第十六世嘉华噶玛巴陛下，并成为了他最亲密的西方弟子。噶玛巴是十一世纪所建立的噶玛噶举宗派的最高领袖，这个宗派教授的是藏传金刚乘佛教（梵文：Vajrayana）。
自此起，欧雷·尼达尔和汉娜·尼达尔得到了噶玛噶举派最重要的灌顶和教法并开始修行：
- Mahamudra（“大手印”－　藏文：Chag Chen，关于心性的最高佛教观点），由第十六世嘉华噶玛巴陛下传授；
- Kagyü Ngagdzö一世蔣貢康楚所編《噶舉密咒藏》灌顶，由第十六世嘉华噶玛巴陛下传授（1976年）；* 由蒋贡康楚仁波切传授（1989年）；
- 菩薩戒，由噶玛噶举派第二上师第十四世昆吉夏玛仁波切传授（1970年）；
- Ngöndro四加行，由卡卢仁波切传授（1970至1971年）；
- Kalachakra（時輪金剛灌顶），由卡卢仁波切、天噶仁波切（1985年）、达赖喇嘛陛下（1985及 2002年）、洛本伽楚仁波切（1994年）传授；
- 那若六瑜伽法，由大司徒仁波切传授（1975年）；
- 破瓦法（迁识法），由安阳仁波切传授（1972年）；
- Chik Tsche Kun Drol一世蔣貢康楚所編《教誡廣藏》灌顶，由天噶仁波切传授；
- Rinchen Terzo一世蔣貢康楚所編《大寶伏藏》灌顶，由卡卢仁波切传授（1983年）；
- 其他各种不同的灌顶及教法，由称为上师的以及贝鲁钦哲仁波切、顶果钦哲仁波切、嘉察仁波切、乌金祖古仁波切、波卡仁波切、嘉楚仁波切等传授。

## 弘法[1]
1972年第十六世嘉华噶玛巴陛下授予欧雷·尼达尔及汉娜·尼达尔佛教上师（喇嘛）称号。他们被委托以噶玛巴的名义来传授佛法、在西方建立佛教中心。噶玛巴还授权这对丹麦夫妇传授佛教皈依及菩萨誓言。
1972年10月欧雷·尼达尔喇嘛和他的夫人汉娜受到丹麦女王玛格丽特接见，并转交给女王第十六世噶玛巴陛下的信。信中噶玛巴请求女王支持这对夫妇的佛教事业。作为客人的礼物，女王玛格丽特得到了一尊噶玛巴在锡金隆德寺的“白度母”（梵文：Tara）雕像。
1972年11月，欧雷·尼达尔喇嘛于丹麦的师范学院开始了他的佛教教学活动。从此，他每年两次游历世界，举办禅修短训班，几乎每天都授课，并且授予了二十五万多人皈依。佛教的皈依，是一种仪式，人们通过这种仪式在形式上成为佛教徒。
1987年第十四世昆吉夏玛巴仁波切请欧雷·尼达尔喇嘛将破瓦（迁识法）的修习法传给西方的学生。昆吉夏玛巴仁波切自从1981年第十六世噶玛巴陛下圆寂之后成为了噶玛噶举派最高上师。欧雷·尼达尔喇嘛在奥地利的格拉茨举办了第一次破瓦法短训班。到今天为止他将此禅修法传授给了世界上七万五千多个学生。
欧雷·尼达尔喇嘛为了传法给他的学生和那些对佛教感兴趣的人们，经常到世界偏远的地方去讲法，通过大手印（Mahamudra）、四个基本练习（Ngöndro）及禅修的短训班，传达给他的学生对金刚乘佛教的一种深层理解。欧雷还传授破瓦法（Phowa），这种禅修法是为死亡做准备的，在金刚乘中也称为迁识法。尼达尔于1987年第一次传授了此法。此后，他将这个他1972年从直贡噶举派的喇嘛安阳仁波切处得到的禅修法传授给了八万多人。欧雷·尼达尔还传授来自于宁玛派龙钦宁提传承的其他破瓦法。

## 朝圣之旅
自1975年以来，欧雷和汉娜·尼达尔就定期地组织学生和朋友们去印度和尼泊尔旅行。其中包括拜访高僧喇嘛、参拜特别的禅修场所、寺院以及参加佛教讲座。其中几次重要纪事有：
- 1986年欧雷和汉娜·尼达尔与40位朋友一起去西藏旅行，并帮助重建在中国文化大革命中摧毁的拉萨附近的噶举寺院楚布寺。
- 1987年组织了第一次西方人于不丹王国的佛教朝圣之旅。
- 1994年与约四百名西方学生一起去了新德里，在那里，第十七世噶瑪巴廷列泰耶多法王第一次被介绍给公众。
- 2003年受洛本伽楚仁波切的邀请，组织了一次与72位学生一起的不丹佛教朝圣之旅。

## 与西藏及西方老师的合作[1]
自1973年来，欧雷·尼达尔喇嘛和他的夫人汉娜组织了最高的藏传佛教上师到欧洲旅行讲座，后来也到了北美洲和南美洲、俄罗斯及澳大利亚。他们包括第十六世嘉华噶玛巴法王陛下（1974 - 1977），昆吉夏玛巴仁波切、蒋贡康楚仁波切、嘉察仁波切、贝鲁钦哲仁波切、卡卢仁波切、托噶仁波切、天噶仁波切、波卡仁波切、洛本伽楚仁波切及安阳仁波切。
自1972年来，与支持噶瑪巴·廷列泰耶多杰法王的西藏上师一起传法，噶瑪巴·廷列泰耶多杰法王是由夏玛巴仁波切认证的。
几次重要纪事：
- 1977年，第十六世噶玛巴法王陛下在欧洲几国的弘法之旅中举行了黑宝冠仪式。
- 2000年，邀请第十七世噶瑪巴·廷列泰耶多杰法王陛下第一次访欧。十七岁的噶玛巴在德国、奥地利、匈牙利、波兰、瑞士及丹麦给予了一万五千佛弟子灌顶并传授了佛法。
- 2002年，洛本伽楚仁波切在卡塞尔附近，给予了来自三十四个国家的四千多人灌顶集汇Chik Tsche Kün Dröl。
- 2004、2005及2007年，第十七世噶瑪巴·廷列泰耶多杰法王陛下访问欧洲多国，举办讲座及灌顶[2]。

## 金刚乘中心的组织机构
自19世纪七十年代早期，欧雷·尼达尔喇嘛与他的夫人汉娜一起在欧洲中部和东部、亚洲、美洲及澳大利亚建立了约550所佛教的禅修中心。这些中心在个别国家被承认为宗教组织，在其他地区为公益团体组织。它们都以第十七世噶玛巴·廷列泰耶多杰法王陛下为精神领袖。在第十六世噶玛巴继任者，也就是噶玛噶举传承持有者的冲突中，尼达尔是支持噶玛巴·廷列泰耶多杰法王的。

## 金刚乘中心及金刚乘基金会
欧雷·尼达尔喇嘛是“噶玛噶举派金刚乘佛教基金会”的奠基人之一及董事长。此基金会是按照德国法律创立的。它资助世界范围内的项目，如噶玛贡（西班牙）的图书馆，此处收集并翻译佛教的经文；资助阿尔泰（俄罗斯）的闭关中心以及位于汉堡的金刚乘中心。